# Ranunculus pergamentaceus
Ranunculus pergamentaceus är en ranunkelväxtart som beskrevs av S. Ericsson. Ranunculus pergamentaceus ingår i släktet ranunkler, och familjen ranunkelväxter. Inga underarter finns listade i Catalogue of Life.